# Crna misa
Crna misa (lat. Missa niger) je naziv za rituale koje su u srednjem vijeku i kasnije navodno obavljale vještice na svojim okupljanjima. Cilj tih obreda bio je izrugivanje katoličkoj misi, prije svega euharistijskog slavlja. Glavni cilj takve crne mise bilo je skrnavljenje hostije kao simbola tijela Isusa Hrista.
Pojam „crna misa” spominje se prvi put u Engleskoj 1896. godine, no takvi su se obredi održavali još od 17. vijeka. Hrišćanski autori vjerovali su da se tokom crne mise molitve čitaju naopačke, služi crna hostija, klanja portretu Satаne, kao i da se siluju nevine djevojke i žrtvuju djeca i životinje.

## Literatura
- Knight, Thomas; Faust, Viktoria (2003). Sotonizam. Distri-book.  978-953-7127-03-9.